# Jöns Fallentinsson
Jöns Fallentinsson, död 1662, var en svensk borgmästare.

## Biografi
Jöns Fallentinsson var son till skräddaren Fallentin Höckert (död 1642)i Söderköping. Han var från 1638 till 1645 borgmästare i Söderköpings stad och var riksdagsman vid riksdagen 1643. Jöns Fallentinsson var även borgmästare i Söderköping under perioden 1648–1660 och var då riksdagsman vid riksdagen 1649 och riksdagen 1650. Han avled 1662.

### Familj
Jöns Fallentinsson var far till kontrollören Fallentin Höckert (död 1691) i Stockholm.